# Гомеш, Эдуарду
|связи =
|в отставке =
}}
Эдуа́рду Го́меш (порт. Eduardo Gomes; 20 сентября 1896, Петрополис, штат Рио-де-Жанейро, Бразилия — 13 июня 1981, Рио-де-Жанейро, Бразилия) — бразильский военный и государственный деятель, военный лётчик 1-го класса, командующий Военно-воздушными силами Бразилии, министр авиации Бразилии (два раза), в правительстве Кафе Филью (с 24 августа 1954 года по 11 ноября 1955 года) и в правительстве Кастелу Бранку (с 11 января 1965 года по 15 марта 1967 года), маршал авиации.

## Биография

### Ранние годы
Эдуарду Гомеш родился 20 сентября 1896 года в маленьком городке Петрополис, в 60 километрах от столицы страны, города Рио-де-Жанейро.
В 1915 году Гомеш поступил в военную командную школу «Realengo», по окончании которой, в 1918 году, служил на аэродроме в Куритибе.
В 1921 году, через два года службы на офицерской должности, был направлен на обучение в военно-воздушную академию в Рио-де-Жанейро.

### Революционная деятельность
В 1922 году в Бразилии разгорается президентская кампания, в результате которой к власти в стране приходит олигархия во главе с Артуром Бернардисом.
Некоторые офицеры планировали совершить государственный переворот, чтобы сместить Бернардиса, однако тюремное заключение экс-президента Эрмеса Фонсеки и закрытие военного клуба ускорило начало большого восстания 5 июля 1922 года.
Правительственные войска быстро подавили восстание, однако несколько смельчаков закрепившихся внутри форта Копакабана, продолжали сопротивление вошедшее в историю как «Бунт восемнадцати». Среди них был Эдуарду Гомеш.
Восставшие офицеры весь день обстреливали главные военные объекты Рио-де-Жанейро: Генеральный штаб, морской арсенал, морской батальон. В ответ власти предприняли интенсивный артиллерийский обстрел крепости с линкоров «Сан-Паулу» и «Минас Жерайс», гидропланы произвели бомбардировку. Снабжение Копакабаны водой и электроэнергией было прекращено.
Эдуарду Гомеш предложил группе восставших покинуть крепость и пробиваться через заслон правительственных войск на берегу. Группу возглавил лейтенант Антониу ди Сикейра Кампус.
Примерно в два часа дня на пляже завязался бой, в результате которого в живых осталось только несколько тяжелораненых повстанцев, в том числе Антониу Кампус и Эдуарду Гомеш. Оба были арестованы, но в 1923 году Гомеш был выпущен на свободу.
В конце 1924 года, Гомеш пытался присоединиться к очередному бунту на юге Бразилии во главе с Луисом Престесом, но был тут же арестован и выслан в военную тюрьму на остров Триндади.
В 1926 году, когда президентом Бразилии стал Вашингтон Луис, все политические узники острова Триндади были освобождены по амнистии.
В июне 1927 года, Гомеш снова был арестован, бежал из заключения и почти два года скрывался в Кампусе, после чего добровольно сдался властям и был заключён в тюрьму на три года.
В 1930 году, после освобождения Гомеш вновь включился в революционное движение, на этот раз с намерением не допустить избрание президентом Жулиу Престиса.
В результате военного переворота план был осуществлён. Также был отстранён от власти и действующий президент Вашингтон Луис, его заменил Жетулиу Варгас.

### Предвоенные и военные годы
С приходом Варгаса к власти преданный революции Эдуарду Гомеш досрочно получил чин майора, и возглавил 1-ю авиационную дивизию.
В 1930 годы Гомеш руководил группой по созданию военной воздушной почты, которая в дальнейшем развилась до уровня Национальной.
В 1937 году подполковник Гомеш использовал военную авиацию для подавления коммунистического восстания в Рио-де-Жанейро.
В сентябре 1939 года началась Вторая мировая война. Бразильские власти долго колебались с решением к какой из противоборствующих сторон примкнуть, в итоге выбор был сделан в пользу антигитлеровской коалиции.
В 1941 году, с созданием Министерства авиации Бразилии, под крыло которого были переданы ВВС и морская авиация, Эдуарду Гомеш был повышен до уровня бригадного генерала и принял командование авиационной группировкой Бразилии в составе Союзных войск.
2 августа 1942 года Бразилия официально объявила войну странам нацистского блока. Лётчики Гомеша осуществляли поиск и уничтожение немецких подводных лодок в водах Атлантики, входили в состав Бразильского экспедиционного корпуса участвовавшего в освобождении Италии.
Гомеш руководил строительством и развёртыванием авиационных баз на территории Бразилии, которые сыграли немаловажную роль в усилиях Союзников во Второй мировой войне.

### Послевоенные годы
Несмотря на все предоставленные ему привилегии, Гомеш со временем перестал разделять националистическую политику Жетулиу Варгаса и стал его ярым противником.
В декабре 1945 года Эдуарду Гомеш баллотировался в президенты Бразилии от партии Национально-демократический Союз (UDN), но проиграл выборы Эурику Дутре. В октябре 1950 года он снова участвовал в выборах и проиграл Жетулиу Варгасу, который в очередной раз стал президентом страны.
В августе 1954 года, после самоубийства Жетулиу Варгаса, Гомеш поддержал на президентских выборах Жуана Кафе Филью, с приходом к власти которого Эдуарду Гомеш становится министром авиации, а с 11 ноября 1955 года командующим Военно-воздушными силами страны.
В 1964 году Гомеш поддержал военный переворот, в результате которого был отстранён от власти президент Жуан Гуларт, а его место занял Умберту Кастелу Бранку.
11 января 1965 года Эдуарду Гомеш снова был назначен министром авиации. Будучи на этом посту, Гомеш приложил много усилий для создания сети аэродромов в труднодоступных уголках Бразилии. Также Гомеш подписал скандальный указ, о закрытии государственной авиакомпании «Панайр Бразилия» — крупнейшего на тот момент авиаперевозчика в Латинской Америке, и создании на его базе нескольких авиакомпаний. Этот, поначалу негативно воспринятый обществом шаг, положительно сказался на развитии конкурентоспособности и привёл к обновлению авиационного парка.
Гомеш оставался на посту министра вплоть до 15 марта 1967 года, до ухода Кастелу Бранку с поста президента Бразилии.
Умер Эдуарду Гомеш 13 июня 1981 года в своём доме в Рио-де-Жанейро.

## Награды и звания

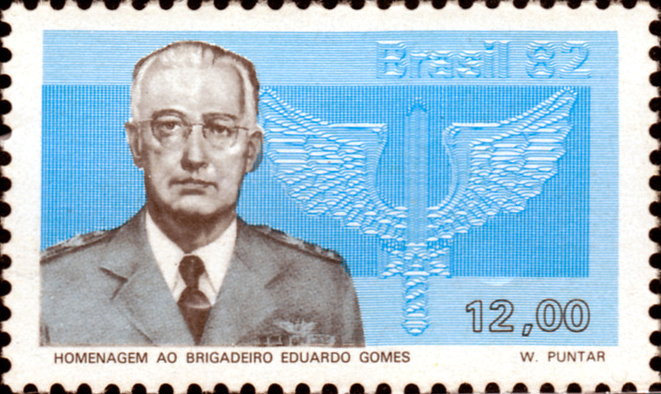
Почтовая марка Бразилии с изображением Эдуарду Гомеша

### Государственные награды
- (раздел не написан)

### Даты присвоения воинских званий
- младший лейтенант (aspirante a oficial) — 17 декабря 1918 года;
- лейтенант (segundo-tenente) — 30 декабря 1919 года;
- старший лейтенант (primeiro-tenente) — 5 января 1921 года;
- капитан (capitão) — 15 ноября 1930 года;
- майор (major) — 20 ноября 1930 года (через пять дней после того, как получил звание капитана);
- подполковник (tenente-coronel) — 16 июня 1933 года;
- полковник (coronel) — 3 мая 1938 года;
- бригадный генерал (brigadeiro) — 10 декабря 1941 года;
- генерал-майор (major-brigadeiro) — 1 сентября 1944 года;
- генерал-лейтенант (tenente-brigadeiro) — 3 октября 1946 года;
- маршал авиации (Marechal-do-ar) — 11 ноября 1955 года.

## Память
Имя Эдуарду Гомеша носят:

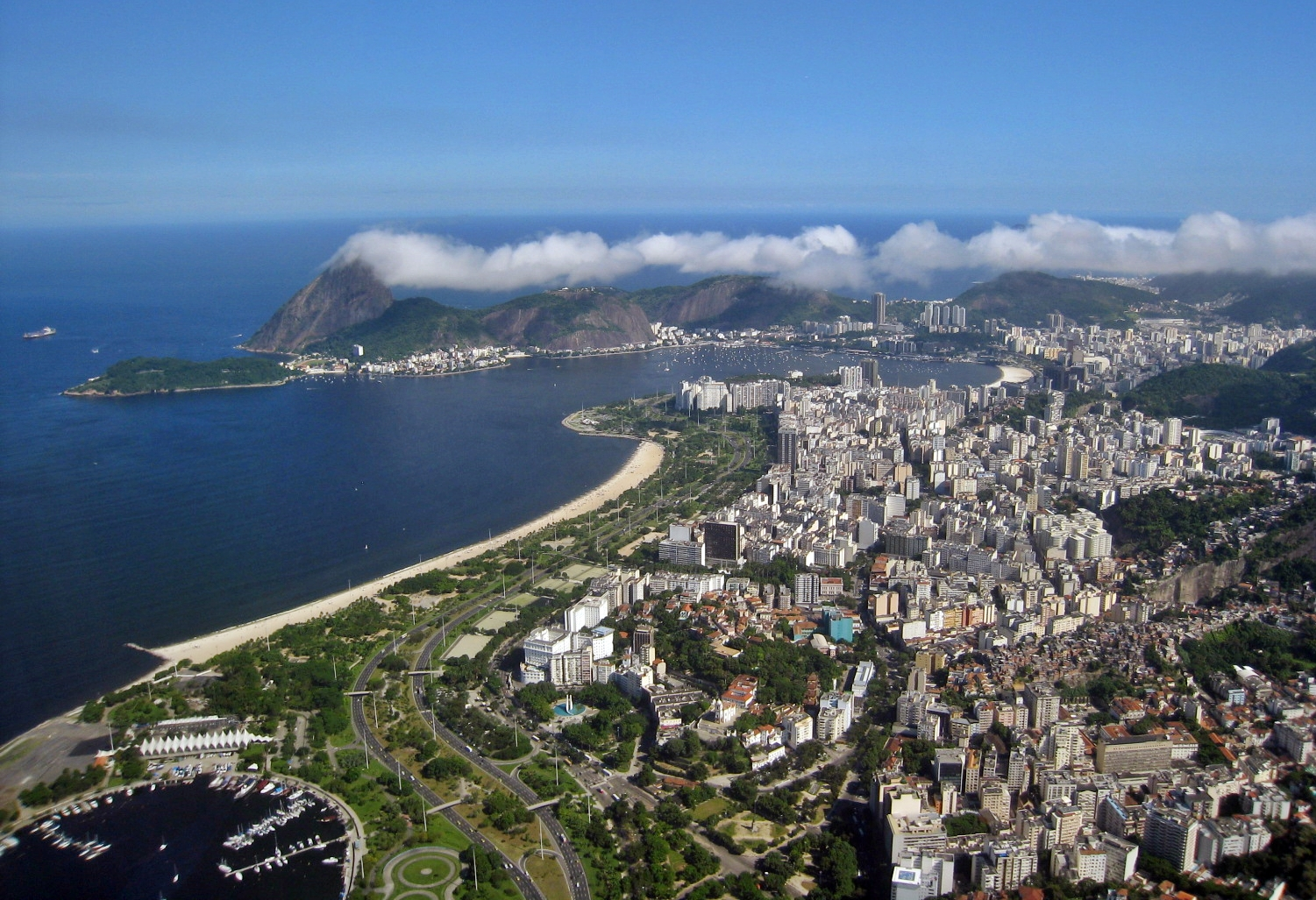
Вид на парк Эдуарду Гомеша в Рио-де-Жанейро с высоты птичьего полёта

- парк в Рио-де-Жанейро, расположенный в историческом районе Фламенго, на берегу бухты Гуанабара, напротив дома где он жил;
- международный аэропорт имени Эдуарду Гомеша[1] города Манаус;
- улицы, проспекты, площади и парки во многих городах Бразилии, в том числе площадь перед главным зданием Департамента науки, технологий и аэрокосмических исследований Бразилии (DCTA) и Технологическим институтом аэронавтики в городе Сан-Жозе-дус-Кампус (пригороде Сан-Паулу);
- бразильские конфеты «Brigadeiro»[2], созданные в 1940-е годы, во время дефицита традиционного импорта, такого как орехи и фрукты, в связи с начавшейся Второй мировой войной, и популярные по сей день. Названы в честь бригадного генерала ВВС (бригадира) Эдуарду Гомеша;
- медаль Эдуарду Гомеша[3] — ведомственная награда Министерства обороны Бразилии, учреждена Законом № 7.243 от 6 ноября 1984 года.